# Stazione di Sillavengo
La stazione di Sillavengo è una fermata ferroviaria della linea Biella-Novara al servizio dell'omonimo comune e priva di traffico.

## Storia
La fermata di Sillavengo sostituì l'analogo impianto posto nelle adiacenze servito fra il 1884 e il 1933 lungo la tranvia Vercelli-Biandrate-Fara. Inaugurata assieme al resto della linea il 18 maggio 1939, diventò tuttavia operativa solo dal 20 luglio 1940 a causa della necessità di completare alcuni impianti e dell'assenza del materiale rotabile.
Il 21 gennaio 1961, in anticipo rispetto alla naturale scadenza della concessione alla Società Ferrovia Biella Novara (SFBN) che aveva fino ad allora esercito la linea, la stessa venne incorporata nella rete statale e l'esercizio degli impianti fu assunto dalle Ferrovie dello Stato.
Il programma di profondo rinnovamento avviato nel 1991 richiese la chiusura della linea per molti mesi: la riapertura all'esercizio avvenne il 19 giugno dell'anno successivo.
Dal 2000 la gestione dell'intera linea, e con essa quella della fermata di Sillavengo, passò in carico a Rete Ferroviaria Italiana la quale ai fini commerciali classifica l'impianto nella categoria "Bronze".
Dal 15 dicembre 2013 la fermata non risulta più ad essere servita da alcun traffico, a causa di poca utenza e della necessità di ridurre i tempi di percorrenza sulla linea. L'impianto resta tuttavia formalmente attivo.